# Nick Gehlfuss
Nicholas Alan „Nick“ Gehlfuss (* 21. Januar 1985 in Cleveland, Ohio) ist ein US-amerikanischer Schauspieler.

## Leben
Nick Gehlfuss wurde in Cleveland geboren und wuchs im Little Italy (Cleveland) und Chesterland, Ohio auf. Auf dem Marietta College absolvierte er den Bachelor of Fine Arts, an der University of Missouri–Kansas City vollendete er den Master of Fine Arts.
Am 13. Mai 2016 heiratete Gehlfuss Lilian Matsuda.

## Karriere
Nach einigen Gastauftritten in Serien und Kino, folgten erste Nebenrollen. Den großen Durchbruch hatte Gehlfuss mit der Hauptrolle des Dr. Will Halstead in der Serie Chicago Med, einem Spin-Off von Chicago Fire. Hiermit sind auch einzelne Auftritte in sogenannten Crossover-Folgen der genannten Serien, wie auch Chicago P.D. verbunden.